# Alexandre Bolo
Pour les articles homonymes, voir Bolo (homonymie).
Alexandre Bolo, né le 22 mars 1918 à Nantes et décédé le 17 juillet 1980 à Boulogne-Billancourt, est un homme politique français.

## Biographie
D'une famille catholique, Alexandre Bolo est le fils de Ferréol Bolo (une rue de Nantes a été baptisée en son honneur), président de la Société des experts comptables français et adjoint au maire de Nantes, et le parent d'Étienne Bolo et de l'acteur Jean Bolo. Il suit ses études au collège Saint-Stanislas, puis à l'École supérieure de commerce de Nantes.
Il prend part aux Volontaires nationaux en Loire-Inférieure en 1935-1936, mouvement de jeunesse attaché aux Croix-de-Feu du colonel de La Rocque. Après avoir suivi une préparation militaire spéciale en 1937 et 1939, il est mobilisé et affecté au groupement spécial d’infanterie de la Deuxième Compagnie en 1939.
Démobilisé en 1940, Bolo devient fondé de pouvoirs chez un courtier en assurances maritimes. Il travaille de mars 1943 à juillet 1946 à l'Office interprofessionnel de la distribution à Nantes. Il devient ensuite directeur de la branche « matériaux » d’une grande entreprise nantaise de 1946 à 1949, puis représentant en bâtiment et travaux publics. 
Fervent catholique, il s'engage dans le syndicalisme chrétien, notamment au sein de la Confédération française des travailleurs chrétiens (CFTC) et de l'Association des parents d'élèves de l'enseignement libre (Apel) dans la Loire-Inférieure.
Suppléant du député gaulliste Henri Rey de 1962 à 1969, il lui succède cette même année comme député de la Loire-Atlantique. Il s'inscrit au groupe de l'Union des démocrates pour la République (UDR) et siège à la Commission de la Défense nationale et des Forces armées.
Gaulliste, il figure sur la liste opposée sans succès à André Morice aux élections municipales de 1971 à Nantes.
Bolo obtient sa réélection comme député en 1973 et devient membre du Comité central de l'UDR en 1974. À la Chambre, il dépose entre autres, en juin 1976, une proposition de loi visant à faciliter l'accès des citoyens aux documents administratifs, et s'oppose au texte visant à transformer le Conseil constitutionnel soit de se transformer en véritable Cour suprême et s'abstient sur la question du divorce par consentement mutuel. Il refuse sa désignation comme rapporteur de la loi sur l'interruption volontaire de grossesse (IVG) jugeant le projet gouvernemental trop libéral, et, lors de la discussion du texte en séance publique, prononce un véritable réquisitoire à son encontre, qualifiant la mesure de violation de « la loi naturelle », d'« euthanasie légale » ou d'une forme d'eugénisme menaçant « toute forme de vie amoindrie, qu’elle soit infirme, anormale, maladive ou sénile », estime que cela conduirait à « l'avortement pour convenance personnelle » et s'inquiète des conséquences sur la démographie française de la loi Veil. Rapporteur d'un important projet de loi sur l'architecture en décembre 1976, il supprime les dérogations au permis de construire dont disposaient les administrations et impose de consulter un architecte ou un conseil départemental d'architecture pour s’assurer de « l'insertion harmonieuse » du projet dans le site.
Défenseur convaincu de l'enseignement libre, il siège, à partir de mars 1977, comme membre titulaire à la commission de surveillance et de contrôle des publications destinées à l'enfance et l'adolescence.
Ayant rejoint les rangs du Rassemblement pour la République (RPR), dont il devient membre du Comité central en 1977, il est réélu député de la première circonscription de Loire-Atlantique en 1978. Il devient secrétaire de la Commission des Affaires culturelles, familiales et sociales en avril 1978.

## Mandats électifs
- Député de la 1re circonscription de la Loire-Atlantique (1969-1980)